# Henrik Kalocsai
Pour les articles homonymes, voir Kalocsai.
Henrik Kalocsai (né le 28 novembre 1940 à Budapest et mort le 22 mai 2012 dans cette même ville) est un athlète hongrois, spécialiste du triple saut.

## Biographie
Vainqueur des Universiades d'été de 1965, il remporte la médaille de bronze du triple saut lors des championnats d'Europe de 1966, à Budapest, devancé par le Bulgare Georgi Stoikovski et l'Est-allemand Hans-Jürgen Rückborn. Il se classe deuxième des Jeux européens en salle de 1967.
Il remporte les championnats de Hongrie au triple saut en 1962, 1963, 1965, 1967, 1968, 1970, 1971 et 1973, et au saut en longueur de 1960 à 1971, excepté en 1964 et 1968. Il améliore à cinq reprises le record national du saut en longueur, et à dix reprises celui du triple saut

### Palmarès
| Date | Compétition                    | Lieu     | Résultat | Épreuve          | Performance |
| ---- | ------------------------------ | -------- | -------- | ---------------- | ----------- |
| 1962 | Championnats d'Europe          | Belgrade | 6e       | Saut en longueur |             |
| 1965 | Universiade                    | Budapest | 1er      | Triple saut      | 16,36 m     |
| 1966 | Championnats d'Europe          | Budapest | 3e       | Triple saut      | 16,59 m     |
| 1967 | Jeux européens en salle        | Prague   | 2e       | Triple saut      | 16,45 m     |
| 1968 | Jeux olympiques                | Mexico   | 10e      | Triple saut      | 16,45 m     |
| 1969 | Championnats d'Europe          | Athènes  | 10e      | Triple saut      |             |
| 1970 | Championnats d'Europe en salle | Vienne   | 6e       | Saut en longueur | 7,73 m      |

### Records
| Épreuve          | Performance | Lieu | Date |
| ---------------- | ----------- | ---- | ---- |
| Saut en longueur | 7,86 m      |      | 1970 |
| Triple saut      | 16,73 m     |      | 1967 |